# Michelle Vargas Lobo
Michelle Vargas Lobo es una travesti militante política peronista de la ciudad de Rosario, Argentina. Es enfermera y trabajadora sexual, integrante fundadora de la Coordinadora Orgullo Rosario y presidenta de la Cooperativa Juntas y Unidas. En el año 2019, junto a otras referentes del movimiento de defensa de los derechos del colectivo trans, fue declarada activista y militante distinguida por el Concejo Municipal de Rosario, por su trabajo de promoción de los derechos de las personas travesti-trans. Es co-fundadora de la organización Comunidad Travesti Trans Rosario.

## Biografía
Michelle Vargas Lobo nació en Comodoro Rivadavia, Provincia de Chubut, el 1 de agosto de 1981. A la edad de 4 años se mudó con toda su familia a la ciudad de Río Gallegos, donde pudo terminar sus estudios primarios y durante su adolescencia comenzó el proceso de transición. Inició sus estudios secundarios en la Escuela Nacional República de Guatemala, pero tuvo que abandonar tiempo después a causa de la discriminación que recibía. Posteriormente pasó a una escuela nocturna, pero que luego abandonó.
A los 14 años se fue de su casa expulsada por la búsqueda de su identidad, a los 15 años cae presa por primera vez por ser travesti.  Vivía en el barrio “Las Casitas” conocido por ser el lugar de radicacion de cabarets y barrio de prostitución. Empezó con trabajos de limpieza y luego comenzó a ejercer el trabajo sexual que le permitía conseguir el dinero para vivir.  A los 18 años se trasladó a Chile, aunque años más tarde, en plena crisis del 2001 a sus 21 años, regresa al país para radicarse en Rosario donde comienza su militancia y reivindicar su identidad travesti.
Años más tarde, retoma sus estudios secundarios, finalizándolos en una escuela para adultos en 2015. Posteriormente cursó los estudios correspondientes a la carrera de Enfermería en la Universidad Nacional de Rosario.
En el año 2018 fue conductora invitada en el ciclo de entrevistas "Se me llenó la Tetera de preguntas", organizado por la revista de diversidad y disidencia sexual "La Tetera". En la primera edición entrevistó al político Esteban Paulón. En 2019 se desempeñó como asesora de la concejala Alejandra Gómez Sáenz y 2021 fue precandidata a concejala por el Frente de todos para ocupar un escaño en el Concejo Municipal de Rosario. Se ha constituido como uno de los rostros más visibles en la lucha por los derechos de las diversidades, especialmente del colectivo travesti-trans.En 2021 Michelle actúa junto a Vilma Echeverría en la obra teatral “Morir es otra cosa”, creada y dirigida por Arlen Buchara y Lucía Rodríguez. Obra que fue declarada de interés municipal por la temática expuesta donde se problematiza la “muerte digna”.
Michelle es parte y cofundadora de lo que ahora se conoce como  Coordinadora Orgullo Rosario y es quien año tras año agita las reivindicaciones y demandas acordadas desde la cabecera de la Marcha del Orgullo de Rosario y en el año 2023 también fue una de las conductoras del acto de cierre de la marcha, donde parte de los representantes del movimiento LGBT de dicha ciudad tomaron posición política en medio de las Elecciones presidenciales de Argentina de 2023.
En el mismo año participó como oradora en las II Jornadas Nacionales "Haciendo universidades feministas" organizadas por la Universidad Nacional de La Plata.
Se ha desempeñado como docente de la Universidad Nacional de Rosario en el programa de capacitación "ESI y diversidad" y trabajadora nodocente de dicha universidad tras la aprobación del cupo laboral travesti-trans.
Es coautura del cancionero "Brotecitos, NuesTrans canciones", donde personas travesti-trans y no binarias de todo el país trabajaron colectivamente en su elaboración.